# Janko Kersnik
Janko Kersnik (n. 4 septembrie 1852 - d. 28 iulie 1897) a fost un scriitor și om politic sloven.
Împreună cu Josip Jurčič, este considerat cel mai important reprezentant al realismului literar în această țară.
A scris mai întâi sub influența sentimentalismului romantic al lui Jurčič, ca apoi să se înscrie în curentul realist explorând mediul burghez provincial, manifestând și accente polemice.

## Scrieri
- 1876: La Žerinje ("Na Žerinjah")
- 1882: Luteranii ("Lutrski ljudje")
- 1883: Ciclama ("Ciklamen")
- 1885: Agitatorul ("Agitator")
- 1889: Rošlin și Vrjanko ("Rošlin in Vrjanko")
- 1891: Tablouri rurale ("Kmetske slike")
- 1893: Parveniții ("Jara gospoda")
- 1894: Păcatul tatălui ("Očetov greh").

1. ↑  Slovenska biografija
2. ↑  CONOR.SI[*] Verificați valoarea |titlelink= (ajutor)
3. 1 2  Czech National Authority Database, accesat în 1 martie 2022